# Antonio Margil
Antonio Margil (řeholním jménem: Antonio od Ježíše; 18. srpna 1657, Valencie – 6. srpna 1726, Ciudad de México) byl španělský římskokatolický duchovní, františkán a misionář.

## Život
Narodil se 18. srpna 1657 ve Valencii.
Dne 22. dubna 1673 vstoupil v rodném městě do Řádu menších bratří. Po vysvěcení na kněze byl povolán jako misionář mezi Indiány. Dne 6. června 1683 dorazil do Veracruz. Sloužil na koleji Santa Cruz de Querétaro, kde se zabýval misiemi v Yucatánu, na Kostarice, v Nikaragui a zejména v Guatemale.
Vždy chodil bos, bez sandálů, každý den v roce se postil, nikdy nejedl maso ani ryby. Spal velmi málo, ale většinu noci a čas vyhrazený pro odpočinek strávil v modlitbách. Dne 25. června 1706 byl jmenován prvním kvardiánem koleje Guadalupe de Zacatecas.
Roku 1716 doprovázel objevitele Dominga Ramóna do Východního Texasu. Založil zde misii Nuestra Señora de Guadalupe, která sloužila obyvatelům Nacogdoche a roku 1717 misii Nuestra Señora de los Dolores pro Eyeishe.
Následně se dozvěděl o lidu Adai u Spanish Lake, pro které založil misii San Miguel de Linares. Pravděpodobně nechal postavit první kostel v Louisianě. Poté odešel do Natchitoches, kde sloužil francouzským katolíkům. Po návratu do Texasu, žil ve městě San Antonio, kde zřídil misii San José pro kmen Coahuiltecan.
Roku 1722 se stal kvardiánem koleje, ale stále pokračoval v misiích.
Zemřel 6. srpna 1726 v Convento Grande de San Francisco (Ciudad de México).

## Proces svatořečení
Proces byl zahájen 16. července 1729 v mexické arcidiecézi. Dne 31. července 1836 uznal papež Řehoř XVI. jeho hrdinské ctnosti.